# 王遂 (宋朝)
王遂（1184年—1250年），初字颖叔，後改去非，祖籍江州德安（今江西德安）人。王韶玄孙，南宋大臣。後為金壇人。
王彥融之孫，王萬樞之子。年少时慕战国策士，真德秀勉其志于道，後改字去非。嘉泰年間中進士，嘉泰三年（1203年），以父蔭調富阳主簿，歷知當塗、溧水縣。紹定元年（1228年）在溧水知縣任上，曾助劉宰賑饑。历官差干办诸司审计司。宋理宗绍定三年（1229年），知邵武军兼福建招捕司参议官。改知安丰军，迁国子监主簿、太常寺主簿等。绍定六年（1232年），入朝拜监察御史，迁右正言，拜殿中侍御史，奏论进君子、退小人、正風俗，直声震内外。端平三年（1236年），迁户部侍郎。出知遂宁府、成都府、平江府、宁国府、建宁府、隆兴府等。残本明抄本《诗渊》收遂诗八十多首，官至代理工部尚书。以龍圖閣直學士致仕。理宗淳祐十年（1250年）病卒，享年六十七。黃震为之作祭文。